# ポストフォールズ (アイダホ州)
ポストフォールズ（Post Falls）は、アメリカ合衆国アイダホ州のクートニー郡にある都市。人口は3万8485人（2020年）。コー・ダリーンの西に隣接している。

## 概要
ダウンタウンはスポケーン川の北岸に位置している。ワシントン州境に近く、西に32キロメートル行くとスポケーンがある。歴史的には林業が町の主要産業だったが、今日では雇用先は多様化している。コー・ダリーンやスポケーンまで通勤する市民も少なくない。地元企業の中ではナイフメーカーのバックが有名である。
ポストフォールズの主要幹線道路は州間高速道路90号線である。東西の移動に利用できる。

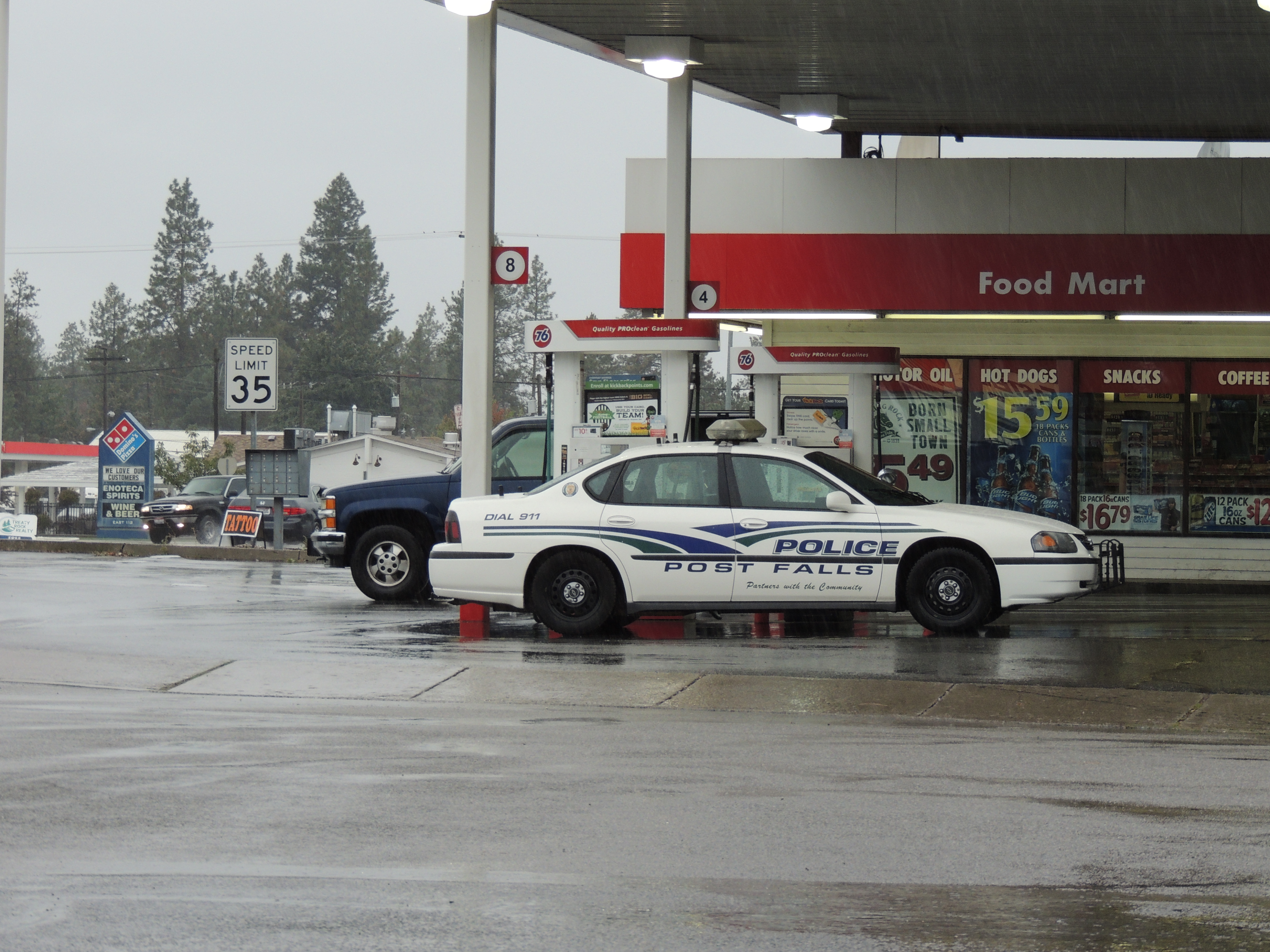
ポストフォールズ警察